# (26895) 1995 MC
1995 أم سي (ويعرف أيضًا باسم (26895) 1995 أم سي وفق تسمية الكوكب الصغير) (بالإنجليزية: 1995 MC)‏ هو كويكب ضمن حزام الكويكبات؛ وترتيبه 26895 من حيث الاكتشاف.
اكتُشف هذا الجُرم الفلكي بواسطة Gordon J. Garradd ‏ في 23 يونيو 1995.

## وصلات خارجية
- (26895) 1995 MC في قاعدة بيانات مختبر الدفع النفاث لأجرام النظام الشمسي الصغيرة

- الاكتشاف · مخطط المدار ·  العناصر المدارية · المعلمات المادية

- (26895) 1995 MC على موقع ويكي سكاي: DSS2, SDSS, GALEX, IRAS, Hydrogen α, X-Ray, Astrophoto, Sky Map, Articles and images